# امیفونتن
اَمیفونتِن (به فرانسوی: Amifontaine) یک کمون در فرانسه است که در پیکاردی واقع شده‌است.

## خصوصیات
اَمیفونتِن ۲۷٫۹ کیلومترمربع مساحت و ۴۱۸ نفر جمعیت دارد و ۸۰ متر بالاتر از سطح دریا واقع شده‌است.